# Jan van Buken

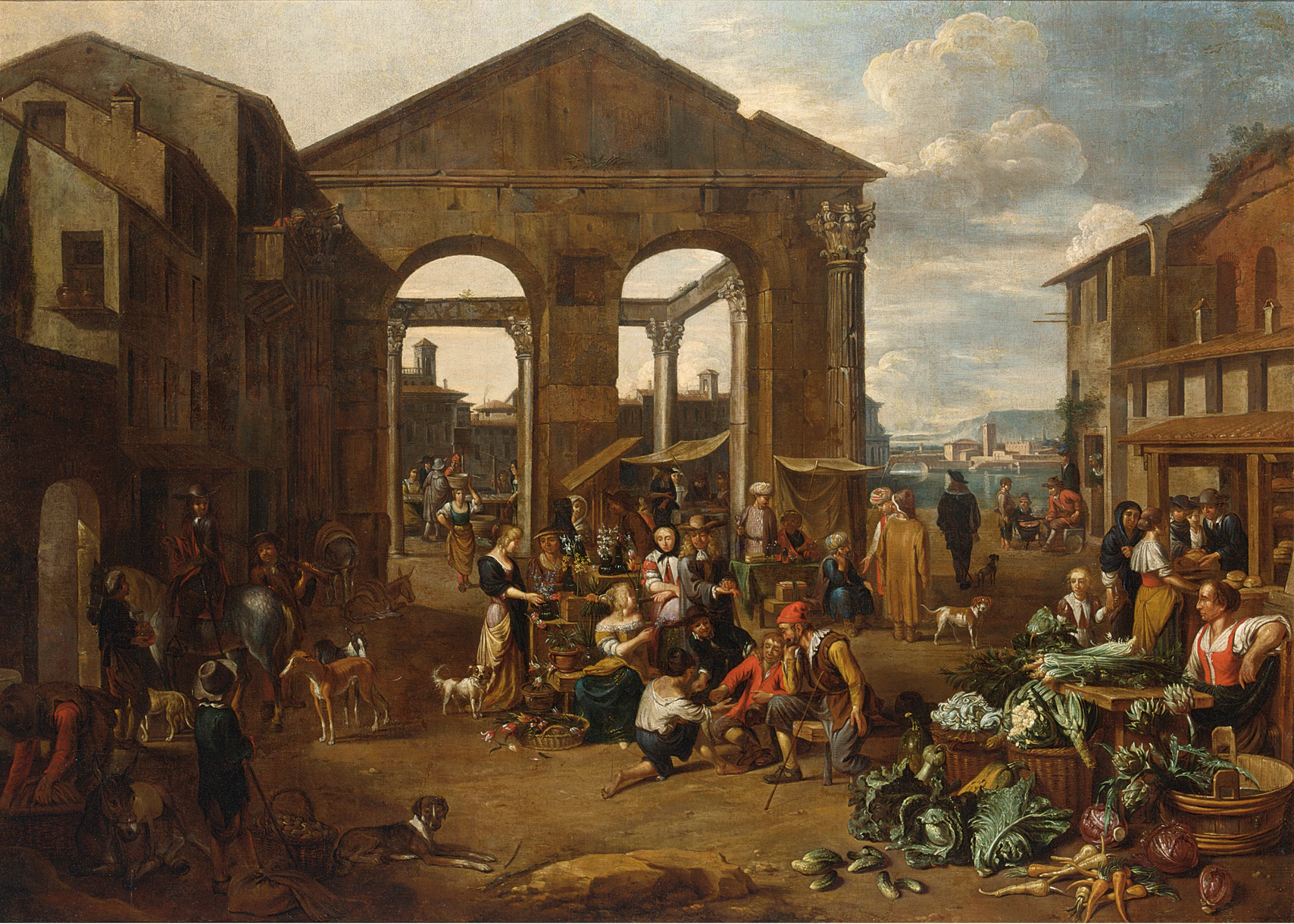
Włoska scena targowa z ruinami rzymskiej świątyni i portem

Jan van Buken lub Jan van Beucken (ur. 10 marca 1635 w Antwerpii, zm. 6 lutego 1694 tamże) – malarz flamandzki specjalizujący się w martwych naturach i scenach rodzajowych.

## Życie i twórczość
Urodził się w Antwerpii, w 1657 r. został mistrzem w gildii św. Łukasza. W latach 1666–1682 pracował w Rzymie, ale regularnie wracał do Antwerpii. Po śmierci rodziców wrócił do rodzinnego miasta, gdzie zmarł w 1690 r.
Jan van Buken malował głównie sceny rodzajowe i martwe natury. Przedstawiał sceny mające miejsce w zwykłych domach, kuchniach i targowiskach, często na pierwszym planie przedstawiał martwe natury. Lata spędzone w Rzymie miały decydujący wpływ na twórczość Bukena. Jego obrazy są pod wieloma względami zbliżone do obrazów Dircka Helmbreckera (1633–1696), urodzonego w Haarlemie malarza „bamboccianti”, który również pracował w Rzymie w latach 1654–1696. Sceny targowisk, pełne martwych natur, przypominają prace na podobne tematy Erasmusa de Bie (1629–1675), Pietera van Bredaela (1629–1719) i Pietera Gijselsa (1621–1690).